# Arbeiter-Zeitung
Arbeiter-Zeitung fou un diari luxemburguès, òrgan central del Partit Socialista dels Treballadors entre 1924 i 1927. El 1927 un altre diari, Escher Tageblatt, va esdevenir l'òrgan principal de partit.